# Aldo Rescio
Aldo Rescio (Calimera, 18 dicembre 1939 – La Spezia, 15 maggio 2005) è stato uno psicanalista e poeta italiano, autore contemporaneo di diversi scritti di psicanalisi, filosofia e di poesia, nonché fondatore e direttore responsabile della Scuola Psicanalitica Freudiana.

## Biografia
Aldo Rescio nasce a Calimera (LE) il 18 dicembre del 1939. In seguito si trasferisce con la famiglia a La Spezia. Nel 1964 si unisce in matrimonio a Wilma de Simoni. Nello stesso anno nasce la figlia Susanna. Dopo una prima esperienza lavorativa al termine della scuola secondaria riprende gli studi laureandosi a pieni voti nel 1975 in filosofia all'Università di Pisa con una tesi intitolata La critica di Adorno al riduzionismo (relatore Prof. Remo Bodei).

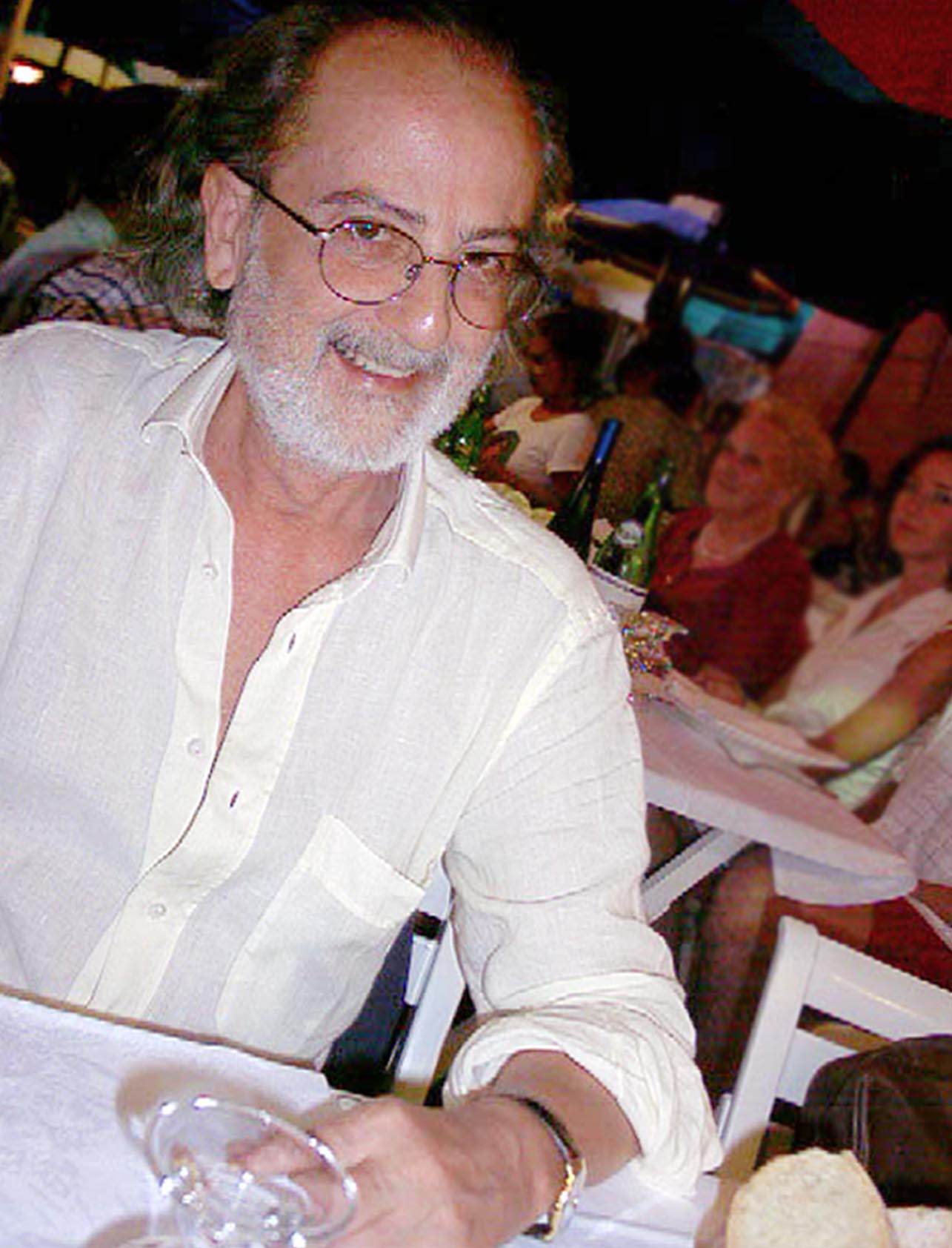
Aldo Rescio, psicanalista contemporaneo, autore di testi di psicanalisi, fondatore della Scuola Psicanalitica Freudiana

In questa fase Aldo Rescio gestisce una libreria - o meglio, agenzia, come la chiamava lui, in via Galileo Galilei alla Spezia che negli anni del Sessantotto è un vero e proprio salotto aperto a tutti, non solo a coloro che sono impegnati politicamente a sinistra, un centro di ritrovo politico-culturale a cui partecipano diversi rappresentanti della cultura spezzina. Fra questi ricordiamo Piergiorgio Sommovigo, Marco Danesi, Lorenzo Bugliani, Roberto Loprieno. "Si entrava, ci si sedeva e si discuteva. Di filosofia, di politica, ma anche di problemi di tutti i giorni", ricordano i suoi tanti amici.
Nello stesso periodo scopre l'interesse per la psicanalisi e Aldo Rescio inizia il percorso di psicanalisi a Milano da Armando Verdiglione con appuntamenti settimanali per circa 10 anni. In questi anni Milano diventa la sua seconda casa, qui chiamato a partecipare ai circoli letterali e culturali più prestigiosi dell'epoca. Scrive libri di poesia, saggistica, un romanzo inedito, collabora e pubblica su prestigiose riviste d'avanguardia (Vedi elenco pubblicazioni). La cultura e la personalità di Aldo Rescio sono poliedriche.
Nell'aprile del 1975 nasce alla Spezia su iniziativa di Aldo Rescio e di alcuni studiosi di psicanalisi, psicologia e filosofia il Collettivo Psicanalitico Freudiano. Questo diventerà il nucleo fondatore della Scuola di Psicanalisi costituita il 22 Novembre 1980, di cui Aldo Rescio è il presidente e rappresentante legale.
In questi stessi anni Aldo Rescio inizia l'attività di psicanalista alla Spezia pur mantenendo inizialmente l'attività della libreria come ritrovo culturale della città.
Nel 1970 pubblica il testo di poesia "Critica della ragione poetica" (Giulio Einaudi Editore).
Durante tutta l'attività della Scuola Psicanalitica Freudiana Aldo Rescio tiene svariati seminari. Dal 1985 al 2001 svolge l'attività didattica in contemporanea sia alla Spezia che a Firenze, aprendo una sede della Scuola Psicanalitica Freudiana - e uno studio psicanalitico - anche in questa città. 
Nel 2001 per motivi di salute chiude la sede di Firenze e continua l'attività sia didattica che psicanalitica alla Spezia. Si spegne accompagnato dalla famiglia correggendo e rivendendo fino all'ultimo la stesura dell'ultimo testo della rivista Trieb No. 6 pubblicato postumo.

### La Scuola Psicanalitica Freudiana
L'intenzione della Scuola, espressa nello Statuto, è quella di promuovere una teoria critica della psicanalisi. Si ritiene pertanto fondamentale uno stile di confronto. Un confronto critico permanente con il pensiero di Freud, di Lacan e con i rappresentanti del pensiero critico occidentale. Lo statuto della Scuola prevede anche uno stile di lavoro che non istituisca privilegi o gerarchie e che non faccia ricadere la domanda di analisi nell'ambito dell'istituzione. Tra i diversi membri della scuola molti entrano in analisi didattica da Aldo Rescio. Tra questi ricordiamo: Attilia Brusone, Riccardo Ambrosi, Giuliana Bertelloni, Simone Berti, Maria Antonietta Morale, Alberto Zino, Lorenzo Zino, Pier Giorgio Curti, Maria Letizia Lironcurti, Anna Passaponti. La scuola promuoverà in seguito un collettivo ad Empoli e successivamente, nel 1985, l'apertura di una sede a Firenze.
La formazione si articolerà nell'analisi didattica, nei seminari bisettimanali, negli incontri di Introduzione alla Psicanalisi a cura dei membri del Direttivo, nelle Giornate di Studio sui temi della difesa, del trasfert, della psicosi. La rivista "Trieb", organo della Scuola, presenta nel primo numero gli scritti di Aldo Rescio, Roberto Bugliani, Lorenzo Vincenzi, Alberto Zino, Lorenzo Zino, Attilia Brusone. Il Comitato di redazione vedrà nei numeri successivi Giuliana Bertelloni, Simone Berti, Anna Passaponti, Pier Giorgio Curti, Attilia Brusone, Alberto Zino, Lorenzo Zino. Il Direttore responsabile rimane sempre Aldo Rescio.

#### Lista completa dei seminari di Aldo Rescio
Di seguito la lista completa dei seminari tenuti da Aldo Rescio, in cui interpreta e commenta vari autori, tra cui: Freud, Lacan, Severino, Nietzsche, Klein, Platone, Heidegger, Derrida, Husserl, Kierkegaard, Jaspers, Schopenhauer, Dostojevskij, Musil, Leopardi e molti altri:
- 1981- 1981 - Vicende del pregiudizio e teoria della clinica (I) - SP
- 1981-1982 - Vicende del pregiudizio e teoria della clinica (II): L'angoscia - SP
- 1982-1984 - Il transfert (I – II) - SP
- 1983-1984 - Analisi e fine dell'analisi - SP
- 1984-1985 - Clinica dell'inconscio (I) - Il narcisismo - SP
- 1985-1986 - Clinica dell'inconscio (II): in cammino verso il linguaggio - Inconscio, sintomo e verità (I) - SP
- 1986-1988 - Clinica dell'inconscio - Analisi, tempo e interpretazione - SP
- 1988-1989 - Clinica dell'inconsico - Analisi, sintomo (e) necessità - SP
- 1989-1990 - Psicanalisi, scienza e filosofia (I) - Analisi dei fondamenti del sapere - SP
- 1989-1990 - Metapsicologia: Nevrosi e psicosi (I) - Per una clinica analitica - FI
- 1990-1991 - Psicanalisi, scienza e filosofia (II) - Analisi dei fondamenti del sapere - SP
- 1990-1991 - Metapsicologia: Nevrosi e Psicosi (II) - Per una clinica analitica - FI
- 1992-1993 - Psicanalisi, scienza e Filosofia (IV) - Analisi dei fondamenti del sapere - SP
- 1992-1993 - Metapsicologia: Nevrosi e Psicosi (IV) - Per una clinica analitica - FI
- 1993-1994 - Psicanalisi, scienza e filosofia (V) - Analisi dei fondamenti del sapere - SP
- 1993-1994 - Metapsicologia: Nevrosi e Psicosi (V) - Per una clinica analitica - FI
- 1994-1995 - Psicanalisi, scienza e filosofia (I) - Analisi dei fondamenti del sapere - SP
- 1994-1995 - L'uomo e la domanda di fondamento (I) - Psicanalisi:Religione - FI
- 1995-1996 - Psicanalisi, scienza e filosofia (II) - Analisi dei fondamenti del sapere - SP
- 1995-1996 - L'uomo e la domanda di fondamento (II) - Psicanalisi: Religione - FI
- 1996-1997 - L'uomo e la domanda di fondamento (III) - Psicanalisi: Religione - SP
- 1996-1997 - Psicanalisi, scienza e filosofia (III) - Analisi dei fondamenti del sapere - FI
- 1997-1998 - Psicanalisi, scienza e filosofia (IV) - Analisi dei fondamenti del sapere - SP
- 1997-1998 - L'uomo e la domanda di fondamento (IV) - Psicanalisi: Religione - FI
- 1998-1999 - Psicanalisi, scienza e filosofia (V) - Analisi dei fondamenti del sapere - SP
- 1998-1999 - L'uomo e la domanda di fondamento (V) - Psicanalisi: Religione - FI
- 1999-2000 - Psicanalisi, scienza e filosofia (I) - Analisi dei fondamenti del sapere - SP
- 1999-2000 - L'uomo e la domanda di fondamento (I) - Formazione: analisi e finitudine - FI
- 2000-2001 - Psicanalisi, scienza e filosofia (II) - Analisi dei fondamenti del sapere - SP
- 2000-2001 - L'uomo e la domanda di fondamento (I) - Formazione: analisi e finitudine - FI
- 2001-2002 - La questione umana - Leopardi Nietzsche Freud - SP
- 2001-2002 - L'uomo e la domanda di fondamento - Formazione: analisi e finitudine - SP
- 2002-2003 - La questione umana - Leopardi Nietzsche Freud - SP
- 2002-2003 - L'uomo e la domanda di fondamento - Formazione: analisi e finitudine - SP
- 2003-2004 - L'inconscio e il gioco della seduzione - SP
- 2003-2004 - L'uomo, l'amore e la melanconia - SP
- 2004-2005 - Prendersi cura di sé - SP
- 2004-2005 - L'uomo, l'amore e la melanconia - SP.

#### Il Centro Studi Disagio della Civiltà
Il Centro Studi Disagio della Civiltà costituito dopo la morte di Aldo Rescio da Attilia Brusone, Anna Passaponti, Nino Di Pierro, Riccardo Ambrosi - prosegue il lavoro di Aldo Rescio ripromettendosi di raccogliere e pubblicare alcuni dei seminari più importanti tenuti dal fondatore della Scuola Psicanalitica Freudiana.
Questa serie di pubblicazioni inizia con il Seminario dedicato alla questione della melanconia e prosegue con la questione del disagio della civiltà, poiché la tematica che attraversa i Seminari non è riducibile né ai criteri della attualità/inattualità né all'ambito degli addetti ai lavori. Freud, infatti, non ha desiderato che la psicanalisi "[...] venga inghiottita dalla medicina e finisca col trovar posto nei trattati di psichiatria al capitolo terapia, fra quegli altri procedimenti - come la suggestione ipnotica, l'autosuggestione e la persuasione - che nati dalla nostra ignoranza debbono la loro efficacia soltanto all'inerzia e alla debolezza delle masse umane. Essa merita un destino migliore, e io spero che lo avrà" (Il problema dell'analisi condotta da non medici). Va da sé che ciò che Aldo Rescio ha inteso come formazione non è riducibile a questo testo, bensì ha ispirato lo stile del lavoro della Scuola scandito nell'analisi didattica, nei gruppi studio, nelle giornate di introduzione alla psicanalisi, nelle giornate di studio, nonché nell'appuntamento settimanale di Teoria della Clinica.

##### Seminari pubblicati a cura del Centro Studi Disagio della Civiltà
Ad oggi sono stati pubblicati i seguenti seminari:
- L'uomo, l'amore e la malinconia - Un'analisi del discorso malinconico Edizioni ETS - ISBN 978-88-467-2836-4
- Psicanalisi, scienza e filosofia - Un'analisi del testo di S.Freud - Il disagio della Civiltà - 2013 - Edizioni ETS - ISBN 978-88-467-3640-6
- Il Seminario - L'uomo e la domanda di fondamento - Formazione: Analisi e Finitudine - 2015 Edizioni ETS - ISBN 9788846742933.

#### Scuola Psicanalitica Freudiana di Alberto e Lorenzo Zino
Nel 1995 Alberto e Lorenzo Zino si distaccano dalla Scuola Psicanalitica Freudiana fondando a Firenze un gruppo proprio che nel 2012 verrà nominato Freudiana. Il pensiero di Aldo Rescio e la sua visione riguardo alla psicanalisi sono parte integrante del gruppo. "La Scuola di Formazione in Psicanalisi si dedica alla formazione degli analisti secondo l'insegnamento della psicanalisi svolto nelle attività del Movimento di Psicanalisi. [...] La lettura integrale dell'opera di Freud, insieme alla ripresa dei Seminari di Lacan e degli scritti di Rescio" formano la base di lavoro di questa scuola.

##### Seminari pubblicati a cura di Freudiana
- Inconscio e umorismo, Edizioni ETS, ISBN 9788846755766

Altri partecipanti della Scuola Psicanalitica Freudiana (Sandro Manara, Maria Antonietta Morale, Anna Maria Morale) costituiscono due anni dopo la morte di Aldo Rescio l'Associazione denominata Centro Studi Kairòs – intorno alla questione umana e alla psicanalisi. Maria Antonietta Morale insieme ad Antonietta Morale curano tra le altre attività del Centro la redazione della rivista Kairòs e dei Quaderni di Kairòs. Tra queste pubblicazioni la prima è interamente dedicata al pensiero di Aldo Rescio (Rescio: Abissalità del lutto e risorse di Eros).

### Pubblicazioni della Scuola Psicanalitica Freudiana - Rivista Trieb
Le questioni articolate nei vari incontri della Scuola Psicanalitica Freudiana fondata da Aldo Rescio sono pubblicate nella rivista Trieb: intorno alla psicanalisi. "La rivista testimonia la scelta di un gruppo di analisti rispetto a un'idea di psicanalisi che dà valore alla irriducibilità della questione umana a ogni criterio oggettivante, normativo. Di conseguenza: l'irriducibilità della clinica a qualsivoglia tecnica. Trieb nasce da un'esperienza di ricerca permanente sulle condizioni del disagio e su ciò che la psicanalisi stessa ha da offrire per non risultare mistificante. Vuole in sostanza essere una critica dei presupposti sui quali la psicanalisi fonda il suo potere. Della responsabilità, infine, che si assume nei confronti della domanda di guarigione e del rischio di rispondervi in termini di accanimento terapeutico."

#### Lista delle riviste Trieb[5]
- 1982 - Trieb No. 1- Intorno alla Psicanalisi - Aldo Rescio - Inconscio e umorismo - Altri autori del numero: Roberto Bugliani - Alberto Zino - Lorenzo Vincenzi - Lorenzo Zino
- 1989 - Trieb No. 2 - Intorno alla Psicanalisi - Aldo Rescio - In cammino verso l'inconscio (parte prima) - Altri autori del numero: Mario Ajazzi Mancini - Giuliana Bertelloni - Simone Berti - Attilia Brusone - Anna Passaponti - Lorenzo Zino
- 1991 - Trieb No. 3 - Intorno alla Psicanalisi - Aldo Rescio - In cammino verso l'inconscio (parte seconda) - Altri autori del numero: Maria Antonietta Morale - Alberto Zino - Giuliana Bertelloni - Simone Berti - Maria Letizia Lironcurti - Lorenzo Zino
- 1998 - Trieb No. 4 - Intorno alla Psicanalisi - Aldo Rescio - L'uomo e l'abisso. Mysterium Salutis (parte prima) / Formazione Analisi e Finitudine - Altri autori del numero: Giuliana Bertelloni, Simone Berti, Anna Conti Brozzo, Pier Giorgio Curti

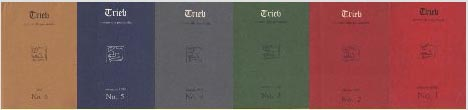
Trieb: Rivista della Scuola Psicanalitica Freudiana di Aldo Rescio

- 1999 - Trieb No. 5 - Intorno alla Psicanalisi - Aldo Rescio - L'uomo e l'abisso. Mysterium Salutis (parte seconda) - Altri autori del numero: Giuliana Bertelloni, Simone Berti, Attilia Brusone, Anna Passaponti, Pier Giorgio Curti
- 2005 - Trieb No. 6 - Intorno alla Psicanalisi - Aldo Rescio - L'uomo e l'abisso. Mysterium Salutis (parte terza) - Altri autori del numero: Anna Passaponti - Attilia Brusone - Maria Antonietta Morale.

### Alcuni tratti e citazioni del pensiero di Aldo Rescio
Nella elaborazione personale di Aldo Rescio la psicanalisi non può semplicemente proporsi come arte dell'interpretazione. L'essere umano è caratterizzato dal bisogno di interpretazione in atto, essendo l'uomo di per sé bisognoso di dare un senso, una spiegazione alla propria vita.
Soprattutto: l'essere umano si trova a interpretare la propria vita secondo la domanda di fondamento che lo determina. Facendo questo rifiuta di riconoscere l'inconscio in quanto inconscio, vale a dire l'insondabile abisso che pare strutturare l'esistenza. Per questa ragione l'interpretazione analitica è secondo Aldo Rescio tale, se è in grado di cogliere un qualcosa intorno al nesso tra il bisogno di sapere e l'angoscia, che è quanto genera le difese nell'uomo, sostenute dal bisogno di salvezza.

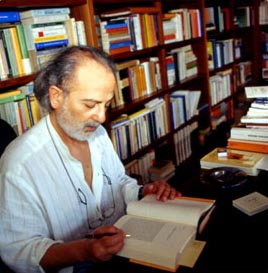
Aldo Rescio nel suo studio di casa a La Spezia

Infatti, scrive Rescio: "In quanto mortali, è impossibile non essere affetti dalla domanda (esigenza) di fondamento, dal tempo della rassicurazione-giustificazione: ossia dall'imporsi del desiderio (delirio) di identità-unità-integrità, la cui posta in gioco essenziale consiste nel rinnegamento della finitudine, dell'altro in quanto altro: ovvero dell'inconscio.
Per questo difficilmente ci si sottrae all' onto-teo-ego-logia: alla promessa del pensiero edificante (e perciò stesso identificante, oggettivante), che come tale non è altro che la più acuta sconfessione del senza per-che, dunque: dell'originaria mancanza di fondamento.
Ne viene che il supposto Altro –la condizione per il darsi stesso dell'appello o dell'invocazione salvifica – non può che risultare barrato (assente). Inoltre è proprio dell'uomo il suo essere originariamente esposto all'indifferenza dell'essere, al violento e al tragico come tali."
Ma, proseguendo: "Non potendo tollerare di non avere alcun fondamento, alcuna giustificazione, gli umani aspirano a un senso assoluto, incontrovertibile. O, comunque, si trovano identificati a un senso così come capita; in somma per riprendere una puntuale annotazione di Nietzsche: «[...] un qualsiasi senso è meglio che nessun senso [...]». Propriamente: il senso non ha alcun senso, se non appunto quel senso che s'impone come necessità di orientarsi, giacché ne va del nostro stesso sentirsi essere, consistere. Del resto, proprio in relazione a ciò si è portati a rinnegare la finitezza, l'irriducibilità dell'essere a un senso compiuto, definitivo." (Aldo Rescio, Trieb - L'uomo e l'abisso. Mysterium salutis.)
Non volendo fare il gioco del pensiero oggettivante è necessario interrogarlo su quanto esso produce come forme di rassicurazioni immaginarie e promesse di salvezza: siano queste strategie di evitamento, meccanismi di difesa, varie forme di distrazione, in tutti questi casi è in gioco un potente tornaconto. Se no fosse così: chi impedirebbe all'essere umano di sottrarsi all'illusione del fare o dell'essere Uno con l'Altro? Che cosa impedisce all'essere umano l'accoglimento del disagio immanente al desiderio?
Forse, ci indica Rescio: "Il desiderio è di per sé inquietante poiché non si lascia trasformare in un mero bisogno, o identificare secondo i canoni del pensiero oggettivante. Di conseguenza non è dato più di tanto lasciar essere il desiderio come desiderio: o, con Freud, accogliere che i desideri sono inconsci e al tempo stesso indistruttibili, per cui si ha che fare con l'impossibile del desiderio.Inoltre, niente ha il potere d'impedire che il desiderio di per sé decada, favorendo, così, la depressione, o la pura melanconia. Ma questo comunque può altrettanto accadere quando non è in alcun modo consentito accogliere almeno in parte l'orrore immanente al senza per-che, all'assurdo. D'altronde è in queste condizioni, capaci davvero di terrificare, che si rischia di rimanere in preda a una depressione senza scampo." (Aldo Rescio, Trieb - L'uomo e l'abisso. Mysterium salutis)

## Pubblicazioni di Aldo Rescio

### Pubblicazioni - Scritti e articoli
- Soggetto e critica del soggetto in Adorno - AA.VV. "Psicanalisi e semiotica" dagli atti del Convegno di studi tenuto a Milano il 23-25 Maggio 1974, Feltrinelli, Milano 1975, pp.137-165
- Lulu: o della materia, AA.VV. "Vol.No.1 - Materia e pulsione di morte" Marsilio, Venezia 1975, pp.113-123
- Benjami & hascisch: ovvero della critica dell'economia del nome, AA.VV. "Vol.No.4 - Droga e linguaggio" Marsilio, Venezia 1976, pp.161-169
- Eufemizzazione e/è differenza sessuale, AA.VV. / "Sessualità e politica", Documenti del Congresso Internazionale di Psicanalisi, Milano 25-28 Novembre 1975, Feltrinelli, Milano 1976, pp.199-208
- Critica delle Istituzioni Divine, AA.VV. Vol.No.5 - Associazioni Psicanalitiche e formazione degli psicanalisti, Marsilio, Venezia 1977, pp. 126-134
- Follia, credenza & potere, AA.VV. "Il diavolo sul lettino - psicosi e follia", Marsilio, Venezia 1977, pp. 129-141
- Violenza e politica: tra provocazione e astuzia, AA.VV. "Violenza e psicanalisi", Documenti del Congresso Internazionale di psicanalisi, Milano 24-26 Novembre 1977, Feltrinelli, Milano 1978, pp. 153-162
- Feticcio del tempo, tempo del feticcio, AA.VV. Vol.No. 7 - Marx, Freud: dissidenza o dissenso?, Marsilio, Venezia 1978, pp. 103-112
- Note su corpo e sessualità, AA.VV, "Sessualità e amore", Nuova Guaraldi, Firenze 1981, pp. 123-140.

### Pubblicazioni - Testi di poesia
- 1970 - Critica della ragione poetica, 1970, Giulio Einaudi Editore, Torino
- 1986 - Deliri di Edipo

### Altre pubblicazioni sul lavoro di Aldo Rescio
- Rescio: Abissalità del lutto e risorse di Eros - Maria Antonietta Morale - Edizioni ETS - ISBN 88-467-1545-4
- La questione umana nel pensiero di Aldo Rescio. Anna Rosa Ianni, Anna Maria Morale, Irma Morieri - Kairos - Edizioni ETS